# 小腸実
小腸実（しょうちょうじつ）とは、漢方医学で言う消化器系など全般の機能亢進によりおこる症状を言う。

## 概要
漢方医学では六腑のうち小腸は五行思想で言う火を司る機能を指し、六臓で言えば心臓、五官で言えば舌、五体で言えば血脈に相当するため小腸の機能の亢進は（西欧医学で言う小腸の機能障害とは異なる）眼に落ち着きがないなどがあらわれるとされる。漢方医学では
対処としては
鍼灸においては五行や東洋医学の治療方針の関係から五行では自経が実すれば、その子を瀉すとされており、この場合、火の気である小腸が実すれば土の気である子の胃を瀉せとされており、小腸経の小海穴、胃経の足三里穴が用いられる。